# Lago Sambuco
Lago Sambuco är ett vattenmagasin i Schweiz. Det ligger i den sydöstra delen av landet. Lago Sambuco ligger 1 410 meter över havet. Arean är 0,87 kvadratkilometer. Det sträcker sig 1,9 kilometer i nord-sydlig riktning, och 1,8 kilometer i öst-västlig riktning.
Trakten runt Lago Sambuco består i huvudsak av gräsmarker och öppen barrskog.